# 鳥取労働局
鳥取労働局（とっとりろうどうきょく）は、鳥取県鳥取市にある日本の都道府県労働局で、鳥取県を管轄している。

## 所在地
- 本局 鳥取県鳥取市富安二丁目89-9

## 組織
局長
- 総務部
  - 総務課、企画室、労働保険徴収室
- 労働基準部
  - 監督課、健康安全課、賃金室、労災補償課
- 職業安定部
  - 職業安定課、職業対策課、求職者支援室
- 雇用均等室

## 出先機関

### 労働基準監督署
労働基準監督署の名称、位置及び管轄区域については、厚生労働省組織規則（平成13年1月6日厚生労働省令第1号）別表第4で定められている。
| 労働基準監督署名称 | 所在地 | 管轄区域                                                                                     |
| ------------------ | ------ | -------------------------------------------------------------------------------------------- |
| 鳥取労働基準監督署 | 鳥取市 | 鳥取市、岩美郡（岩美町）、八頭郡（若桜町、智頭町、八頭町）                                   |
| 米子労働基準監督署 | 米子市 | 米子市、境港市、西伯郡（日吉津村、大山町、南部町、伯耆町）、日野郡（日南町、日野町、江府町） |
| 倉吉労働基準監督署 | 倉吉市 | 倉吉市、東伯郡（三朝町、湯梨浜町、琴浦町、北栄町）                                           |

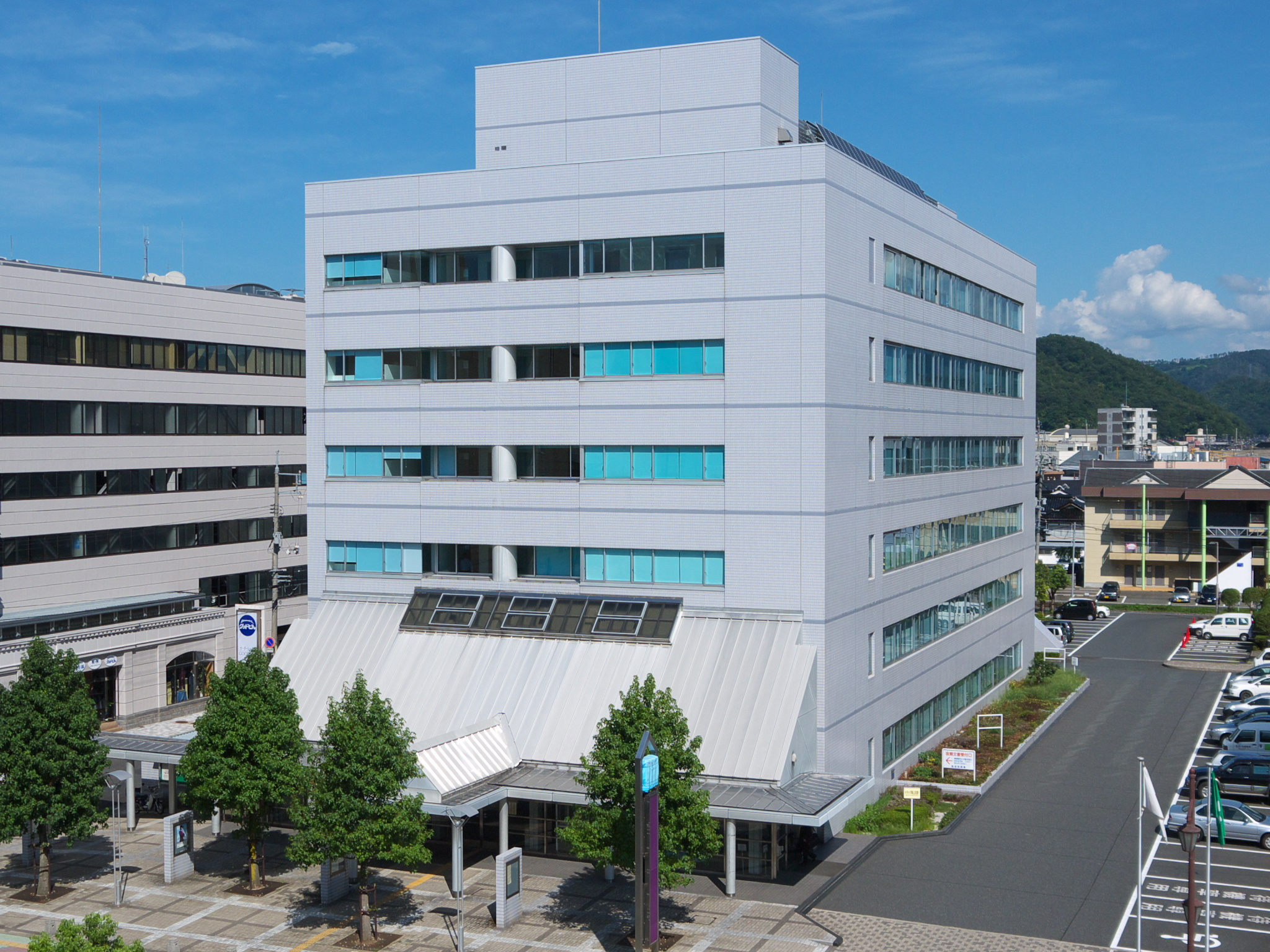
鳥取労働基準監督署 （鳥取第1地方合同庁舎）
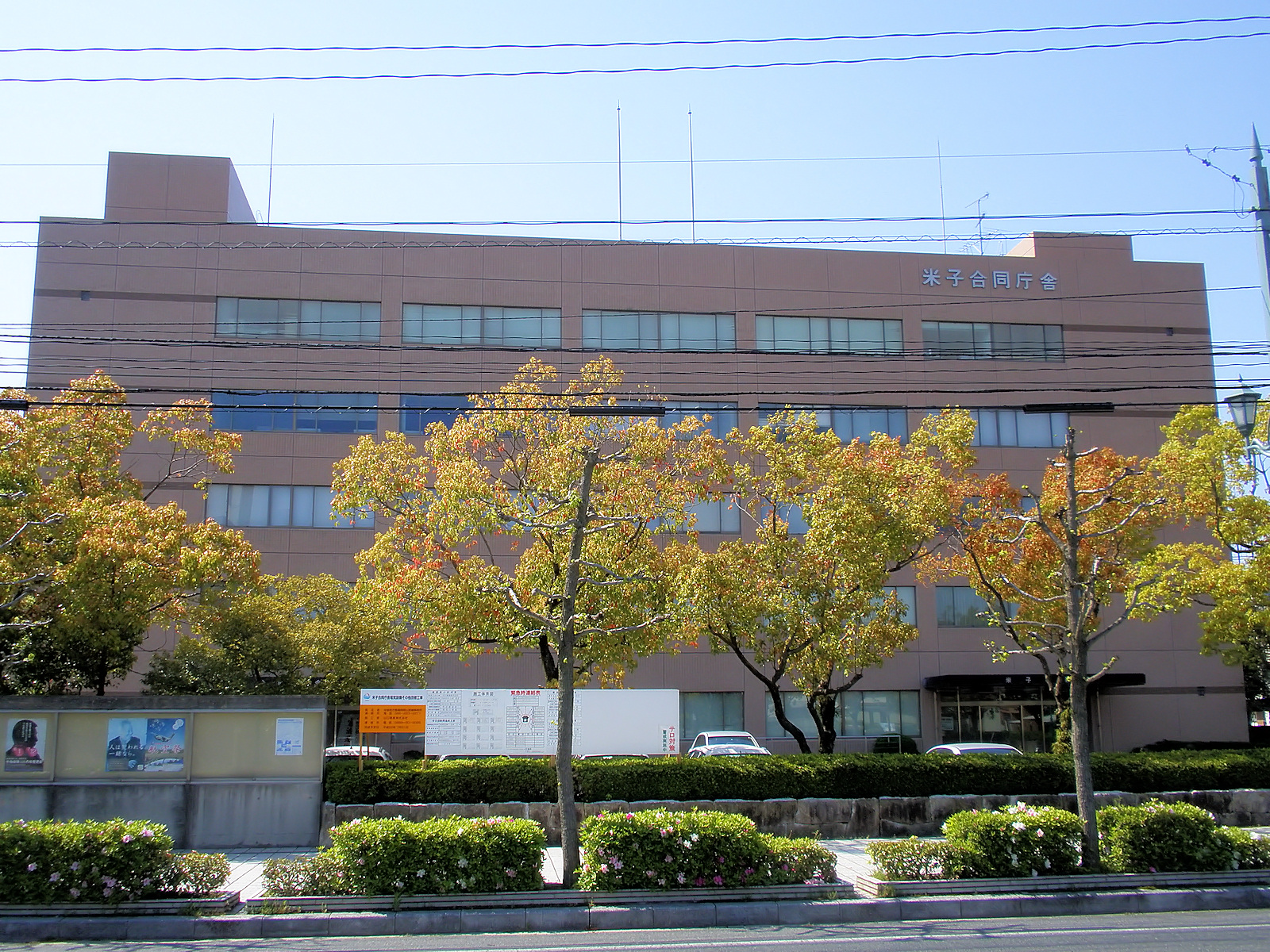
米子労働基準監督署 （米子地方合同庁舎）

### 公共職業安定所（ハローワーク）
公共職業安定所とその出張所の名称、位置及び管轄区域については、厚生労働省組織規則別表第5で定められている。
| 公共職業安定所名称           | 所在地       | 管轄区域                                                                 |
| ---------------------------- | ------------ | ------------------------------------------------------------------------ |
| 鳥取公共職業安定所           | 鳥取市       | 鳥取市、岩美郡（岩美町）、八頭郡（若桜町、智頭町、八頭町）               |
| 米子公共職業安定所           | 米子市       | 米子市、境港市、西伯郡（日吉津村、大山町、南部町、伯耆町のうち旧岸本町） |
| 米子公共職業安定所根雨出張所 | 日野郡日野町 | 西伯郡伯耆町のうち旧溝口町、日野郡（日南町、日野町、江府町）             |
| 倉吉公共職業安定所           | 倉吉市       | 倉吉市、東伯郡（三朝町、湯梨浜町、琴浦町、北栄町）                       |

## その他
- 地域職業相談室（鳥取県ふるさとハローワーク、2相談室）：こちらの運営主体は鳥取県だが、鳥取労働局および地元自治体も運営に協力している。業務内容は公共職業安定所（ハローワーク）とほぼ同一だが、雇用保険・各種助成金関係の業務は取り扱わない。郡家・境港の両公共職業安定所が2008年3月31日に廃止されたことに伴い、翌4月1日に設置された。[1][2]。
  - 八頭地域職業相談室（八頭郡八頭町）：鳥取県八頭庁舎別館1階。鳥取労働局および鳥取市・若桜町・智頭町・八頭町も運営に協力している。なお、雇用保険・各種助成金関係の業務は鳥取公共職業安定所で取り扱う。
  - 境港市地域職業相談室（境港市）：境港市役所別館1階。鳥取労働局および境港市も運営に協力している。なお、雇用保険・各種助成金関係の業務は米子公共職業安定所で取り扱う。

## 管轄
- 鳥取県全域